# Калак
Калак (фр. Callac) је насељено место у Француској у региону Бретања, у департману Приморје.
По подацима из 2011. године у општини је живело 2323 становника, а густина насељености је износила 70,33 становника/km².

## Демографија
| 1962. | 1968. | 1975. | 1982. | 1990. | 2011. |
| ----- | ----- | ----- | ----- | ----- | ----- |
| 3.002 | 3.043 | 3.024 | 2.872 | 2.592 | 2.323 |